# NGC 369
 NGC 369 là một thiên hà xoắn ốc nằm trong chòm sao Kình Ngư. Nó được phát hiện vào ngày 9 tháng 10 năm 1885 bởi Francis Leavenworth. Nó được Dreyer mô tả là "rất mờ, rất nhỏ, tròn, dần dần sáng hơn ở giữa".